# Lengbach
Der Lengbach ist ein rechter Nebenfluss der Großen Tulln in Niederösterreich in Österreich.

## Verlauf
Der Lengbach entspringt im Wienerwald westlich der Abfahrt Hochstraß der Wiener Außenring Autobahn A21 in einer Höhe von rund 500 Metern über dem Meer. Von dort fließt er nach Norden, biegt sich dann ab Langbachl nach Nordwesten und bei Steinhäusl schließlich nach Westen. Nach dem langgezogenen Ort Altlengbach mündet er in Außerfurth in den Laabenbach, den Quellfluss der Großen Tulln.
Sein Einzugsgebiet umfasst 17 Quadratkilometer. Dieses liegt zum Großteil in der Gemeinde Altlengbach, nur der nordöstlichste Teil gehört zur Gemeinde Maria Anzbach.

## Nebenbäche
Die wichtigsten Nebenbäche sind:
| Name           | Mündungsseite | Mündungsort     | Einzugsgebiet in km² |
| -------------- | ------------- | --------------- | -------------------- |
| Ebenbach       | rechts        | Lengbachl       | 1,7                  |
| Götzwiesenbach | rechts        | Steinhäusl      | 2,2                  |
| Prinzbach      | links         | nach Steinhäusl | 3,7                  |
| Harterbach     | rechts        | Altlengbach     | 3,1                  |

## Geschichte und Name
Die Funde von römischen Hügelgräbern zeigen, dass das Tal des Lengbachs bereits im 1. nachchristlichen Jahrhundert besiedelt war. Der Lengbach ist namensgebend für den Ort Altlengbach und die Adelsfamilie der Herren von Lengenbach, die zumindest seit 1150 hier Besitzungen hatten.

## Sonstiges
- Wasser: Die II. Wiener Hochquellenleitung verläuft von der Mündung im Westen kommend bis Steinhäusl durch das Tal und überspannt in mehreren Aquädukten die Nebenbäche, wie auch den Götzwiesenbach.[4][1]
- Autobahn: Ebenfalls nördlich des Baches befindet sich die West Autobahn A1, von der beim Knoten Steinhäusl die Wiener Außenring Autobahn A21 abzweigt.[1]